# Dinar iordanian
Dinarul iordanian este moneda oficială a Regatului Hașemit al Iordaniei și monedă oficială, împreună cu șekelul israelian, în Statul Palestina. Conform ISO 4217, codul monedei iordaniene este JOD, dar neoficial se folosește și codul JD.
Începând cu 1995, Banca Centrală a Iordaniei a impus o rată de schimb fixă cu dolarul american. Această rată este:
1 USD = 0,71 JOD (1 JOD = 1,41 USD)
Un dinar este subdivizat în 1.000 de fils, sau 100 qirș (denumire locală) sau piaștri (denumire oficială). 
Există în bancnote de: 50 (5.000 piaștri), 20 (2.000 piaștri), 10 (1.000 piaștri), 5 (5.000 piaștri) și 1 dinar (100 piaștri). 
Monedele există în denominații de: 500 fils (50 piaștri), 250 fils (25 piaștri), 100 fils (10 piaștri), 50 fils (5 piaștri), 10 fils (1 piastru).